# Liber Census Daniæ
Liber Census Daniæ (česky Kniha počtů království dánského, dánsky Kong Valdemars Jordebog) je berní soupis majetku a příjmů dánské koruny, založený roku 1231 dánským králem Valdemarem II. Vítězným. Soupis byl veden v jazyce latinském a byl aktualizován a užíván až do roku 1688, kdy jej nahradily matriky.
Kniha počtů království dánského je pro nás dnes významná jednak tím, že obsahuje první písemné zmínky řady míst, která v minulosti patřila k dánskému království (Dánsko, Šlesvicko, jižní Švédsko a Estonsko), jednak tím, že nepřímo popisuje jeho mocenské a sociální uspořádání.
Originál knihy, několik pergamenových svazků souhrnně zvaných Codex Holmiensis („Stockholmský kodex“), byl do roku 1929 uchováván ve Stockholmu, pak byl převezen do Kodaně, kde je dodnes uložen v Dánském státním archivu.

## Knižní vydání
- Kong Valdemars Jordebog. Příprava vydání Svend Aakjær. Kodaň: [s.n.], 1926-43. 3 svazky.